# Gunilla Andersson (Eishockeyspielerin)
Gunilla Victoria Andersson Stampes (* 26. April 1975 in Skutskär) ist eine ehemalige schwedische Eishockeyspielerin. Während ihrer Karriere spielte sie unter anderem für den Segeltorps IF und Mälarhöjden/Bredäng Hockey in der höchsten schwedischen Spielklasse.
Bei den Olympischen Winterspielen 2002 in Salt Lake City gewann sie mit der schwedischen Frauennationalmannschaft die Bronzemedaille im olympischen Eishockeyturnier und vier Jahre später bei den Olympischen Winterspielen in Turin die Silbermedaille. Zudem nahm Andersson auch an den Olympischen Winterspielen in Nagano teil.

## Erfolge und Auszeichnungen

### Schweden
| - 1999 Schwedischer Meister mit Mälarhöjden/Bredäng Hockey - 2001 Schwedischer Meister mit Mälarhöjden/Bredäng Hockey - 2002 Schwedischer Meister mit Mälarhöjden/Bredäng Hockey - 2003 Schwedischer Meister mit Mälarhöjden/Bredäng Hockey - 2005 Schwedischer Meister mit Mälarhöjden/Bredäng Hockey - 2006 Schwedischer Meister mit Mälarhöjden/Bredäng Hockey | - 2007 Årets hockeytjej - 2008 Schwedischer Meister mit Segeltorps IF - 2010 Schwedischer Meister mit Segeltorps IF - 2011 Schwedischer Meister mit Segeltorps IF - 2015 Aufnahme in die Schwedische Eishockey-Ruhmeshalle |

### International
| - 1993 Silbermedaille bei der Europameisterschaft - 1995 Silbermedaille bei der Europameisterschaft - 1995 Beste Verteidigerin der Europameisterschaft - 1996 Goldmedaille bei der Europameisterschaft - 2002 Bronzemedaille bei den Olympischen Winterspielen | - 2004 All-Star-Team der Weltmeisterschaft - 2005 Bronzemedaille bei der Weltmeisterschaft - 2006 Silbermedaille bei den Olympischen Winterspielen - 2007 Bronzemedaille bei der Weltmeisterschaft |

## Karrierestatistik
(Legende zur Spielerstatistik: Sp oder GP = absolvierte Spiele; T oder G = erzielte Tore; V oder A = erzielte Assists; Pkt oder Pts = erzielte Scorerpunkte; SM oder PIM = erhaltene Strafminuten; +/− = Plus/Minus-Bilanz; PP = erzielte Überzahltore; SH = erzielte Unterzahltore; GW = erzielte Siegtore; 1 Play-downs/Relegation; Kursiv: Statistik nicht vollständig)